# Ísafjarðarflugvöllur
Ísafjarðarflugvöllur (IATA: IFJ, ICAO: BIIS) is een luchthaven in de IJslandse regio Vestfirðir, twee kilometer ten zuiden van de stad Ísafjörður.
De luchthaven bevindt zich op een hoogte van 2 meter boven het zeeniveau. Hij heeft één bitumen start- en landingsbaan met een lengte van 1.400 meter. De baan ligt parallel aan het fjord Skutuls.

## Luchtvaartmaatschappijen en bestemmingen
| Luchtvaartmaatschappij | Bestemming | Info |
| ---------------------- | ---------- | ---- |
| Icelandair             | Reykjavik  |      |